# Larz-Thure Ljungdahl
Larz-Thure Ljungdahl, född 9 mars 1935 i Arboga, är en svensk programledare, känd från Visst nappar det som han gjorde tillsammans med Bengt Öste. Han har även varit programledare för Landet runt och Östnytt. Han skapade barnprogrammet Jalle, Julle och Hjulius. Ljungdahl var också från 1968 fram till sin pension 1998 röstavlämnare i Melodifestivalen för Norrköpingsjuryn.
Ljungdahl var ursprungligen blomsterhandlare.